# Самотоевка
Самотоевка (укр. Самотоївка) — село,
Самотоевский сельский совет,
Краснопольский район,
Сумская область,
Украина.
Код КОАТУУ — 5922385401. Население по переписи 2001 года составляло 1437 человек.
Является административным центром Самотоевского сельского совета, в который, кроме того, входят сёла
Воропай,
Глыбное,
Думовка и
Хвойное.

## Географическое положение
Село Самотоевка находится на берегу реки Сыроватка (в основном на левом),
выше по течению на расстоянии в 3 км расположен пгт Краснополье,
ниже по течению на расстоянии в 1,5 км расположено село Глыбное.
По селу протекает пересыхающий ручей с запрудой.
Рядом проходят автомобильная дорога Т-1901 и
железная дорога, станция Корчаковка.

## История
- 1625 — дата основания.

## Экономика
- Молочно-товарная ферма.
- «Урожай», фермерское хозяйство.
- «Горизонт», агрофирма, ООО.

## Объекты социальной сферы
- Школа.

## Достопримечательности
- Братская могила советских воинов, среди которых похоронен Герой Советского Союза Вдовытченко И. Г.

## Известные люди
- В селе родился Герой Советского Союза Никита Кононенко.